# Parga taeniata
Parga taeniata är en insektsart som först beskrevs av Bolívar, I. 1889.  Parga taeniata ingår i släktet Parga och familjen gräshoppor. Inga underarter finns listade i Catalogue of Life.